# Jagdishpur
Jagdishpur là một thành phố và khu đô thị của quận Bhojpur thuộc bang Bihar, Ấn Độ.

## Nhân khẩu
Theo điều tra dân số năm 2001 của Ấn Độ, Jagdishpur có dân số 28.071 người. Phái nam chiếm 52% tổng số dân và phái nữ chiếm 48%. Jagdishpur có tỷ lệ 50% biết đọc biết viết, thấp hơn tỷ lệ trung bình toàn quốc là 59,5%: tỷ lệ cho phái nam là 60%, và tỷ lệ cho phái nữ là 40%. Tại Jagdishpur, 18% dân số nhỏ hơn 6 tuổi.